# Agrippa-pärm

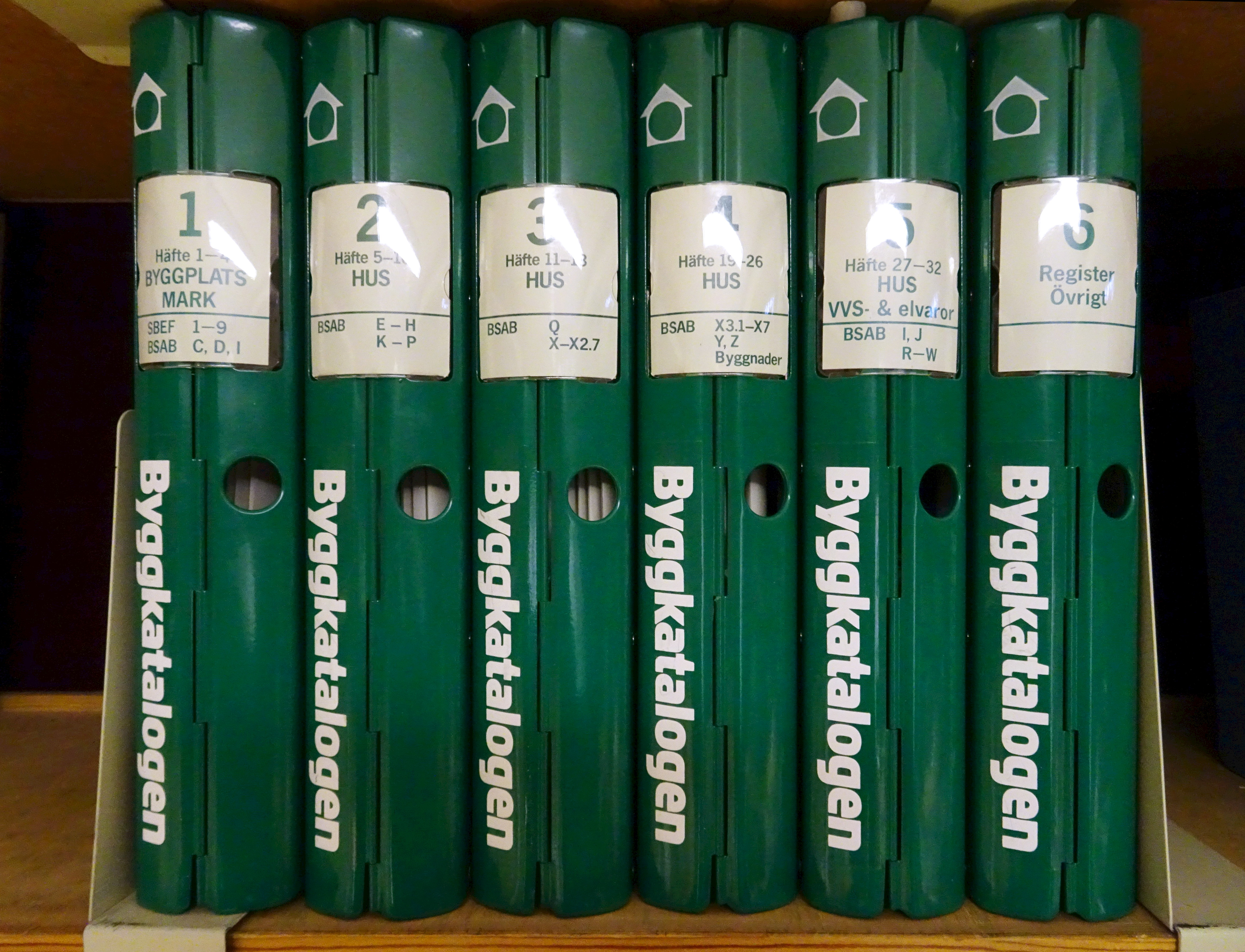
Byggkatalogen i Agrippa-pärmar.

Agrippa-pärmen är en typ av gaffelpärm som 1923 utvecklades av konstruktören Gustaf Larson, känd för att han 1927 formgav den första Volvo personbil Volvo ÖV 4 som blev känd under smeknamnet ”Jakob”.

## Historik

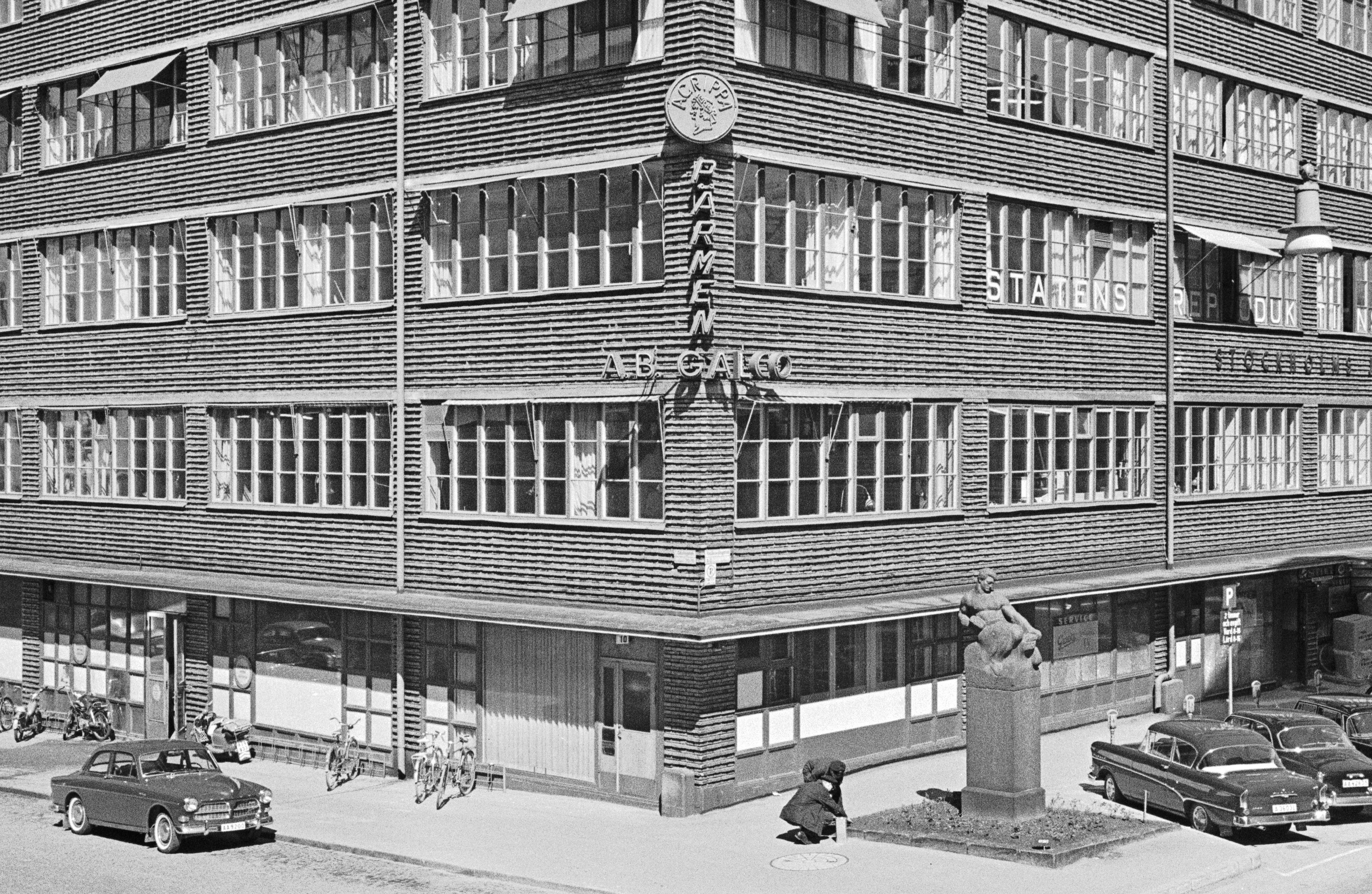
AB Galco och Agrippa-pärmen i Industricentralen vid Gävlegatan, 1960.

Agrippa-pärmen kom till under Gustaf Larssons tid som teknisk chef vid verkstadsföretaget AB Galco (förkortning för G.A. Lindstedt & Co). Pärmen fick en utfällbar rygg i pressad plåt med gångjärn och omslagssidorna av kraftig, plåtskodd kartong vilket gjorde den mycket slitstark. Larsson valde att kalla sin pärm ”Agrippa” med tanke på den romerske erövraren och fältherren Marcus Vipsanius Agrippa. Dennes huvud i profil smyckade även pärmens logo. Agrippa-pärmen skulle också erövra världen, vilket den har gjort eftersom denna produkt spreds till de flesta länder och delar av världen. 
Agrippapärmarna blev Galcos största framgång och användes exempelvis som standardpärm för Volvos reservdelsförteckningar. 1927 vidareutvecklade Gustaf Winqvist (VD på Galco) Agrippa-pärmen till kortpärm. Den hade fler klor så att man kunde hantera registerkort. Det blev en ekonomisk succé. Hela Sveriges och Finland folkbokföring lades över till Galcos kortpärmar, Viscard. Dessa kortpärmar ställdes sedan ut på Leipziger Messe. 1963 gick Galco samman med DUX (som tillverkade falsmaskiner) och bildade Galco-DUX AB som såldes 1983 till Esselte. Agrippa-pärmen produceras fortfarande (2022) av Esselte.

### Bilder

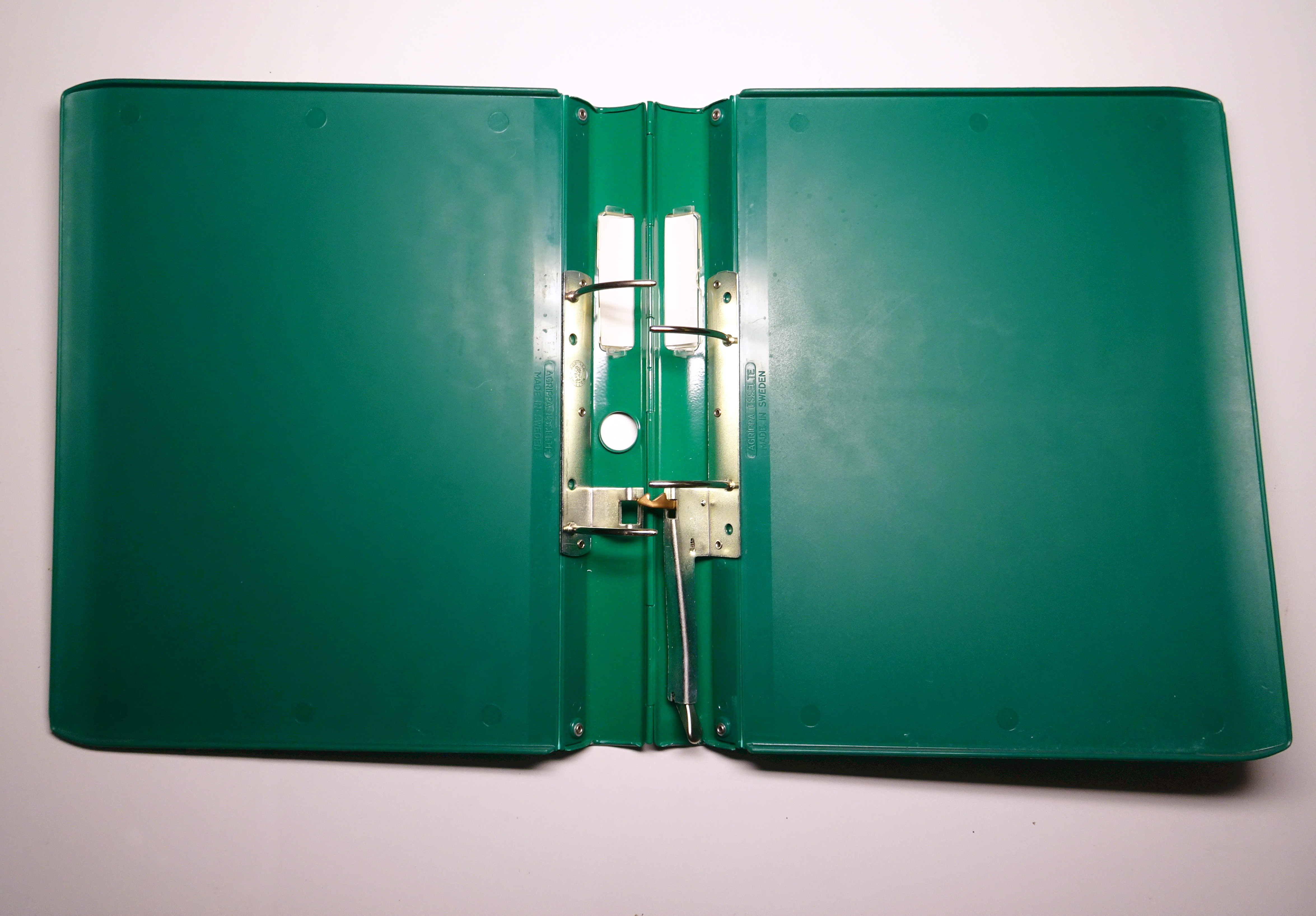
Agrippa-pärm i grön plast.
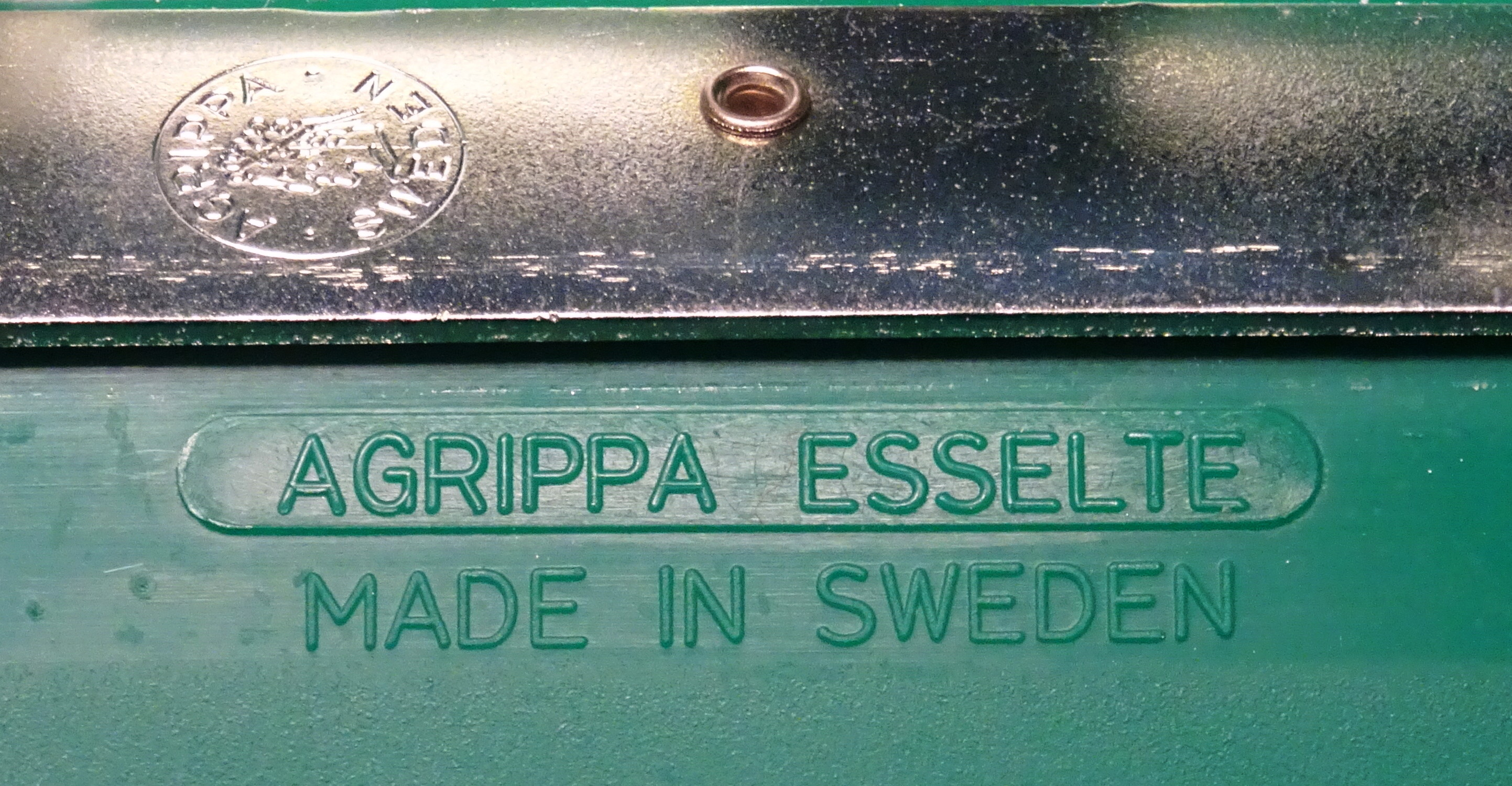
Agrippa Esselte. Made in Sweden.
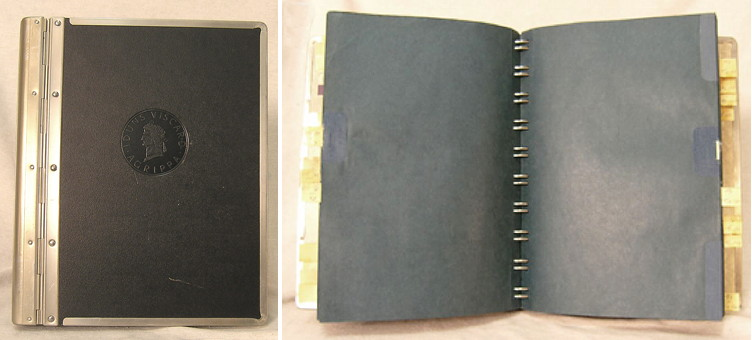
Agrippa kortpärm.